# Zemaljska glumačka škola
Zemaljska glumačka škola bila je hrvatska obrazovna ustanova koju je osnovao Sabor Narodne Republike Hrvatske 1945. i koja je djelovala do studenoga 1950. kada je preoblikovana i pretvorena u  Akademiju za kazališnu umjetnost. Njezin ravnatelj bio je Drago Ivanišević, kasnije jedan od suosnivača  Akademije za kazališnu umjetnost.

## Povijest ustanove
Zemaljska glumačka škola bila je dramsko-izvedbena obrazovna ustanova koja je postojala od 1945. do 1950. godine u Zagrebu u Bogovićevoj ulici 7. te bila preteča zagrebačke  Akademije za kazališnu umjetnost koju su u istoj zgradi osnovali 1. studenog 1950. Branko Gavella, Drago Ivanišević i Ranko Marinković., 
Pohodili su je gotovo svi važni glumci hrvatskog glumišta, redatelji te mnogi pisci od kojih su mnogi došli iz  Centralne glumačke družine ili Kazališta narodnog oslobođenja Hrvatske (kasnije združenog s ansamblom HNK u Zagrebu). Predavači su bili iz područja kazališta, filma, jezikoslovlja, povijesti umjetnosti,  arhitekture, plesa, mačevanja i drugih vještina.

## Studenti:

### Prva generacija
- Etta Bortolazzi
- Nela Eržišnik – Nevenka Maras
- Silva Fulgossi
- Dubravka Gall
- Nada Kareš - kasnije Nada Kareš Richter[3]
- Drago Krča
- Maja Križan - kasnije Maja Paravić[4]
- Pero Kvrgić
- Franjo Malagurski[5]
- Stevo Meandžija - i kao Stevan/Stevo Meandžija/Meanđija[6]
- Mirko Merle[7]
- Ljubica Mikuličić
- Sven Lasta

### Ostali studenti
- Dževad Alibegović - studirao 1947. – 1950.[8]
- Smiljka Bencet - kasnije Smiljka Bencet-Jagerić[9]
- Mate Bogdanović - Mato Bogdanović[10]
- Zvonimir Jelačić Bužimski[11]
- Ljiljana Jelačić-Plavšić - Studirala 1949. – 1950.[12]
- Marija Crnobori[13]
- Mato Domančić[14]
- Sanda Fideršeg - studirala 1947. – 1948.[15]
- Asta Filakovac - Diplomirala 1950.[16]
- Dražen Grunwald - Diplomirao 1946.[17]
- Ana Hercigonja - Diplomirala 1946.[18]
- Zdenka Heršak
- Ilija Ivezić - Diplomirao 1949.[19]
- Vladimir Jagarić[20]
- Ante Jelaska - Diplomirao 1950.[21]
- Ljubo Jelčić[22]
- Bogdan Jerković studirao 1945. – 1946.[23]
- Radojko Ježić - studirao 1945. – 1946.[24]
- Slavica Kaurić - Diplomirala 1949.  - kasnije Slavica Fila[25]
- Mladen Kerstner - studirao 1945. – 1947.[26]
- Vesna Kauzlarić[27]
- Dragutin Knapić[28]
- Eržika Kovačević - Diplomirala 1950.[29]
- Vladimir Krstulović[30]
- Božo Kukolja[31]
- Olga Lakićević studirala 1949-1950.[32]
- Vinko Lisjak[33]
- Ružica Lorković[34]
- Danilo Maričić – Diplomirao 1949.[35]
- Branko Pleša - Diplomirao 1946.[36]
- Melita Puss - Diplomirala 1950.[37]
- Mirko Švec
- Ante Viculin[38]
- Pero Vrca[39]
- Mirko Vojković
- Vjera Žagar Nardelli - Diplomirala 1947.

## Profesori i vanjski suradnici:
- Drago Ivanišević – osnivač i ravnatelj
- Tito Strozzi
- Slavko Batušić (1945.–1950.)
- Bratoljub Klaić – honorarni predavač
- Milan Prelog
- Ferdo Delak
- Mihovil Kombol
- Ljudevit Jonke
- Jugoslav Gospodnetić (1945.–1950.)[40]
- Zvonimir Ljevaković
- Zlatko Hrbaček[41]
- Josip Krameršak – honorarni predavač

## Vanjske poveznice
- Silva Fulgosi, filmografija
- Nada Kereš, filmografija